# 祭の達人 ウィンちゃんの夏祭り
祭の達人 ウィンちゃんの夏祭り（まつりのたつじんウィンちゃんのなつまつり）は、パチスロメーカー山佐とゲームメーカーナムコがタイアップし、2005年6月に発表したパチスロ機種。形式名はプロジェクトA。

## 概要
ストック機能搭載のA-400タイプ。天井は存在しない。山佐の過去の機種である「タイムクロスA」「タイムパーク」に登場していたウィンちゃんが今作の主人公となり、博士やアボットとはぐれて夏祭り会場を歩き回る。夏祭り会場では、ナムコの「太鼓の達人」のキャラクター達が登場し、またナムコ歴代キャラクターもプレミアとして登場する。
ボーナス放出契機は7種類と多い。通常解除、チャンス目解除、チェリー解除、4回目のスイカ解除、4連リプ解除、純ハズレ、お祭りタイム経由による解除がある。
- 通常解除 - 1/712.3（設定1）～1/496.4（設定6）の確率で毎ゲームごとに抽選される。成立役は関係ない。当選後は前兆へと突入する。
- チャンス目解除 - 内部ボーナス成立時の約62％の確率でチャンス目が出現し、前兆を経由してボーナス放出となる。5/6の割合で、ボーナスを放出しないチャンス目も出現する。
- チェリー解除 - 左リール中段にチェリーが成立した場合は1/3の確率で、左リール上・下段にチェリーが成立した場合は1/85の確率で解除となる。前兆は経由しない。
- スイカ解除 - ボーナス後、4回目のスイカ成立の1/2の確率でボーナスとなる。はずれた場合は、また0からスイカを数え直すことになる。前兆を経由する場合がある。
- 4連リプ解除 - リプレイを4回連続して繰り返すとボーナス。前兆は経由しない。
- 純ハズレ - 1/16384の確率。
- お祭りタイム - 後述。

## 通常演出
通常は、ウィンちゃんが夏祭り会場を歩き回っている。突然走り出して画面外に出たり、夜店や大会に出向いたりもする。和田ドンに出会った場合はお祭りタイム突入、ドン子に出会った場合はイベント演出に発展する。これは他の演出の場合も同様。子供たちが通った場合、風船の色が、ヒヨコが通った場合、その色が小役告知となる。

### 走り出す
左端から画面外に出た後、通常は第三ボタン停止後に右側から再び登場するが、この際にピンクのハッピに着替えていた場合は和田ドンと出会いお祭りタイム突入。ウィンちゃんの代わりに博士とアボットが登場した場合、次のゲームで
出会うことができればボーナス確定。

### 夜空演出
ウィンちゃんが夜空を見上げると夜空演出となる。花火が上がった場合はその花火の大きさや数で小役告知。ルーレットが回り山佐やナムコの歴代キャラクターの部分で止まるとボーナス確定。また、山に大文字焼きが出たりナイツの月が出るなどのプレミアムもある。

### 夜店演出
ウィンちゃんが夜店に出向くと夜店演出となる。
- 金魚すくい

ウィンちゃんが掬った金魚の色で小役告知。店主がマッピーだったり白金魚を掬った場合はボーナス確定。
- 食べ物屋

ウィンちゃんが貰った食べ物で小役告知。かき氷の場合はシロップの色で告知。トウモロコシやたこ焼きの場合は何らかの小役の、イカ焼きや売り切れ札の場合はハズレの告知だが、矛盾も存在する。ナマハゲが黄色のイカ（ビッグウエーブのイカ）をくれた場合はボーナス確定。通常の店主でも赤い7をくれた場合にはボーナス確定。
- 射的・輪投げ・くじ引き

ウィンちゃんが獲得できた景品で小役告知。射的と輪投げは獲得できない場合もある。ぬいぐるみは全小役、やかんはハズレの小役だが矛盾する場合もある。赤い7はボーナス確定。和田ドンやドン子も景品として登場する。景品が獲得できなくても、ウィンちゃんが「もう一回！」と宣言すれば再び挑戦することができる。くじ引きの場合は「もう一回」と書かれた札を引けば同様。射的でクレイジーシャーマンRのシャーマン、輪投げでドルアーガの塔のギル、くじ引きでドクターA7が店主をしていればボーナス確定。

### イベント演出
ウィンちゃんがイベントに挑戦する。
- ワニワニアタック

ウィンちゃんがワニワニアタックに挑戦する。規定回数内にワニを全部倒しノルマを達成すればボーナス確定。
- スイカ早食い大会

ウィンちゃんがスイカの早食い大会に挑戦する。決勝で優勝すればボーナス確定。決勝の相手がお面小僧だった場合は、お面小僧がお面が邪魔でスイカを食べられないために無条件で優勝が確定する。
- レース対決

ウィンちゃんが三輪車に乗ってレースに挑戦する。勝利すればボーナス確定。ウィンちゃんの三輪車にエンジンが搭載されていたり、乗り物がアボジェッターだったりする場合もある。

## お祭りタイム
ウィンちゃんが櫓に登って太鼓を叩く。約75％の確率でボーナスが放出される。

### お祭りタイム突入契機
お祭りタイムに突入するためには、お祭りタイム抽選状態で約1/20の抽選に当選する必要がある。当選後、潜伏ゲームを経由後に発動する。また、ボーナスゲーム中にチャンス目、リーチ目、7揃いが出た場合は、ボーナスゲーム終了後に無条件でお祭りタイムに突入。お祭りタイム抽選状態もセットで付いてくる。

### お祭りタイム抽選状態
通常時は低確率でお祭りタイム抽選状態に移行するが、ボーナスゲーム後、角チェリーの成立、設定変更後の一部で高確率状態に移行する。それぞれ、ベル成立の一部、平行スイカ成立の一部、斜めスイカ成立でお祭りタイム抽選状態に移行することができる。

## ボーナスゲーム
JACゲーム中に太鼓の達人を楽しむことができる。赤7揃いのBIGボーナスでは山佐の歴代サウンド、青7揃いのBIGボーナスではナムコの歴代サウンドを選ぶことができる。REGボーナスの場合は山佐とナムコの歴代サウンドのうち難易度の低いものになる。
- 山佐サウンド
  - ハイパーラッシュRB
  - ナイツCBB
  - ファウストHBB
  - タイムクロスBB
- ナムコサウンド
  - マッピー
  - ニューラリーX
  - ドルアーガの塔
  - 虹色・夢色・太鼓色

右から流れてくるマークを、赤い時はMAXBETボタンか停止ボタンを、青い時はレバーをタイミング良く叩くことができれば魂ゲージが上がり、選択曲をクリアすると次に難易度の高い曲も選択することができる。ボーナスゲーム終了時に合計スコアに応じて称号とパスワードを得ることができ、パスワードを山佐の特定サイトに入力することでそのサイト内で使える「おこづかい」を貰うことができる（2005年8月31日まで）。小役ゲーム中のリプレイはずしで左リールに青7・スイカ・青7を揃えた場合もスコアに計上される。

## 家庭用ゲーム機
- 本機種はPlayStation Portableに移植しており、系列会社のヤマサエンタテイメントよりリリースされ、「山佐Digiポータブル」として発売された。

## 外部サイト
- 山佐スロットワールド
- 祭の達人公式ページ